# Sveta Neža
Sveta Neža, rimska devica in mučenka, svetnica, * okoli 291, † okoli 304.
Goduje 21. januarja in je zavetnica devištva, vrtnarjev, deklet, zaročenih parov, žrtev posilstva, devic, živali. Neža je sorodno ime kot Agnes (izvorna oblika) in Ines.

## Krajevno ime najužnem Koroškem
- Sveta Neža, pri Velikovcu, nem. Sankt Agnes, mestna občina Velikovec[1]